# Robert Wilisch
Robert Wilisch (* 24. März 1846 in Schneeberg (Erzgebirge); † 18. November 1931 in Plaue-Bernsdorf) war ein deutscher Unternehmer und Kommerzienrat. 

## Leben
Wilisch wurde in der Bergstadt Schneeberg im sächsischen Erzgebirge geboren, wo Heinrich Wilisch eine der ersten Buntpaperfabriken im deutschsprachigen Raum gegründet hatte.
Nach dem Schulbesuch in seiner Geburtsstadt Schneeberg nahm er in Chemnitz eine kaufmännische Lehre auf, nach deren Abschluss es sich in Plaue bei Flöha niederließ. Dort gründete er im Jahre 1878 eine Fabrik, die sich von klein auf zu den nach ihm benannten Wilischwerken (Firma Robert Wilisch, Plaue-Bernsdorf) entwickelten, in der hauptsächlich hochwertiges Chromo-, Glace- und Buntpapier- und -kartons hergestellt worden sind, mit denen Robert Wilisch überregional bekannt wurde. Diese Fabrik war nach dem Ersten Weltkrieg eine der bedeutendsten und leistungsfähigsten in Sachsen.
Robert Wilisch übernahm den Vorsitz des deutschlandweiten Vereins Deutscher Buntpapier-Fabrikanten. Ferner gehörte Robert Wilisch als Fabrikbesitzer zeitweise dem Kreisausschuss der Königlichen Kreishauptmannschaft Chemnitz an.
Am 22. August 1921 übergab Kommerzienrat Robert Willisch acht große Gemälde zu Friedrich Schillers Lied von der Glocke als Schenkung an die Allgemeine Ortschule in Plaue-Bernsdorf und erwies sich somit als Mäzen.
Zeit seines Lebens blieb er seiner Heimat, dem Erzgebirge, treu verbunden. In seinem Testament vermachte er dem Erzgebirgsverein ohne Zweckbestimmung die Summe von 2000 Reichsmark. Nach seinem Tod am Morgen des Bußtages 1931 führte sein Sohn Gottfried Julius Alexander Wilisch die Firma weiter. 1946 wurde die Firma entschädigungslos enteignet und in einen Volkseigenen Betrieb umgewandelt.

## Ehrungen

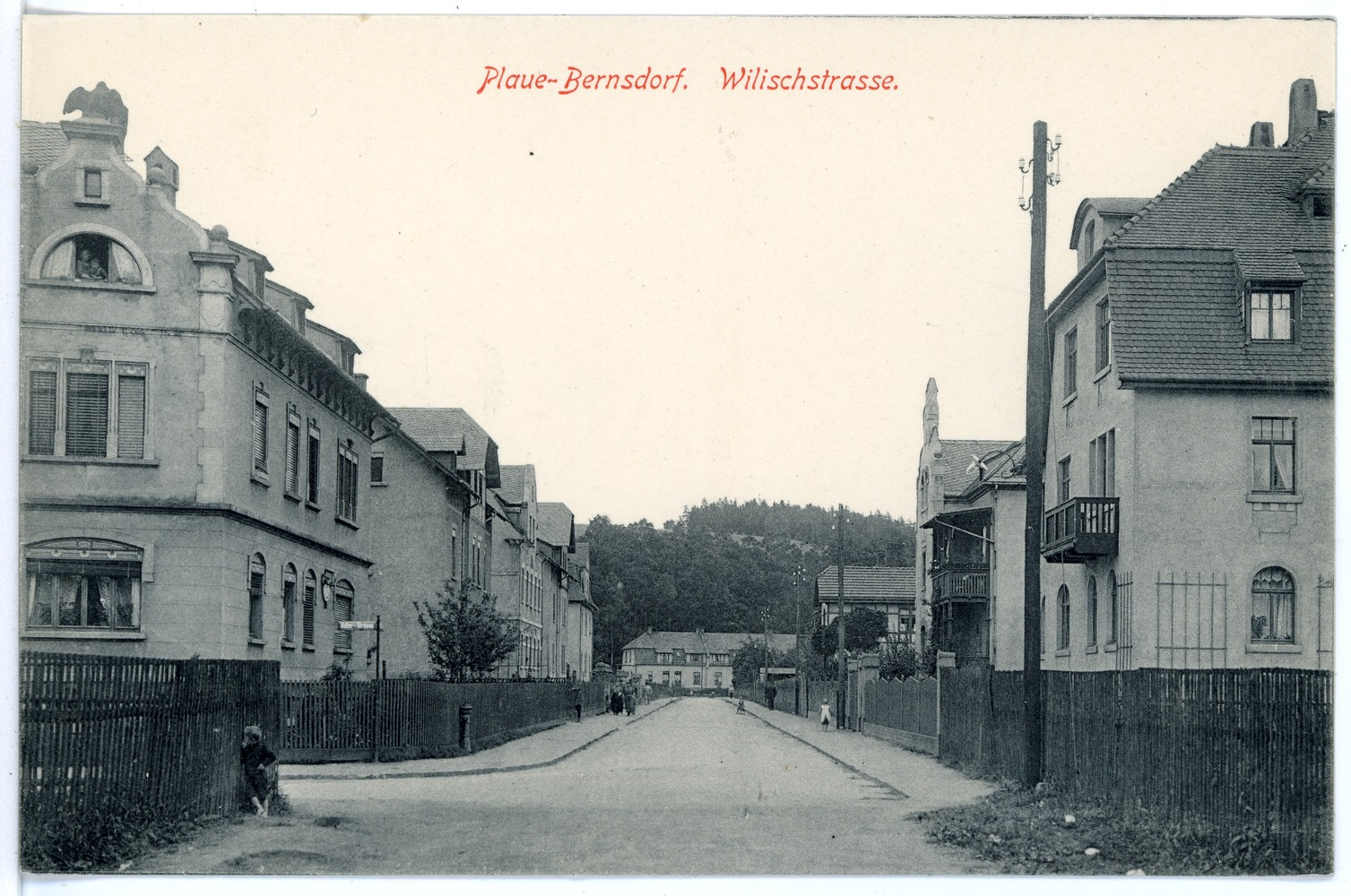
Wilischstraße in Plaue-Bernsdorf

- Noch zu Lebseiten wurde in Plaue-Bernsdorf eine Straße nach Robert Wilisch benannt.